# Nidularium fulgens
Nidularium fulgens är en gräsväxtart som beskrevs av Lem.. Nidularium fulgens ingår i släktet Nidularium och familjen Bromeliaceae. Inga underarter finns listade i Catalogue of Life.

## Bildgalleri

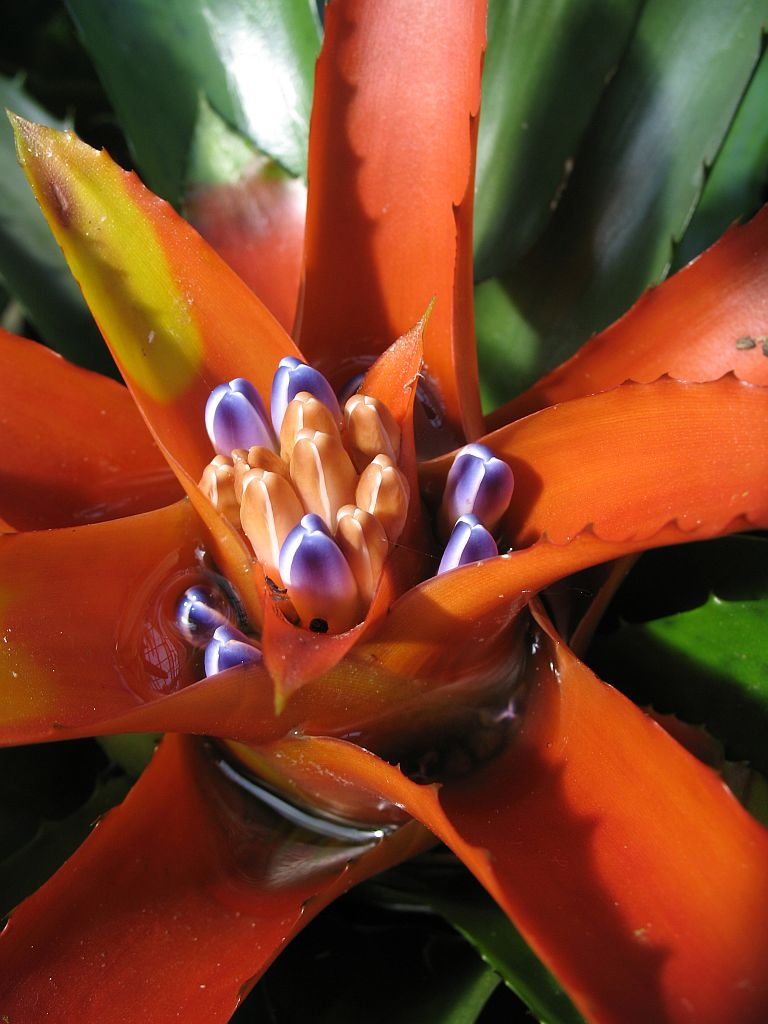
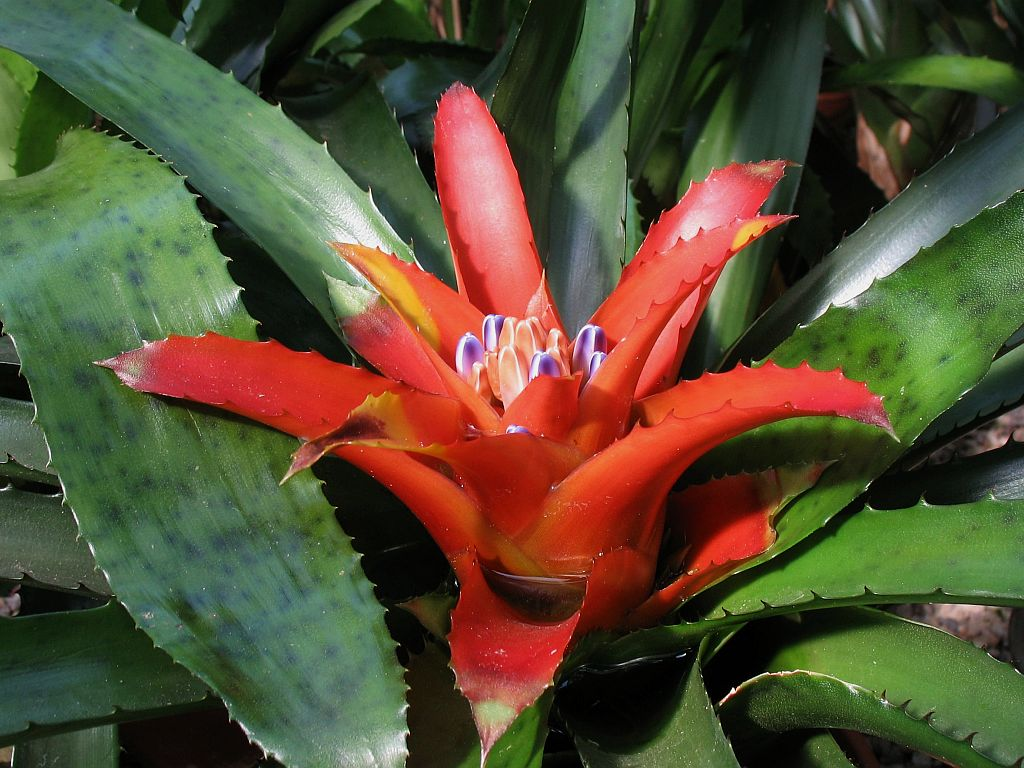
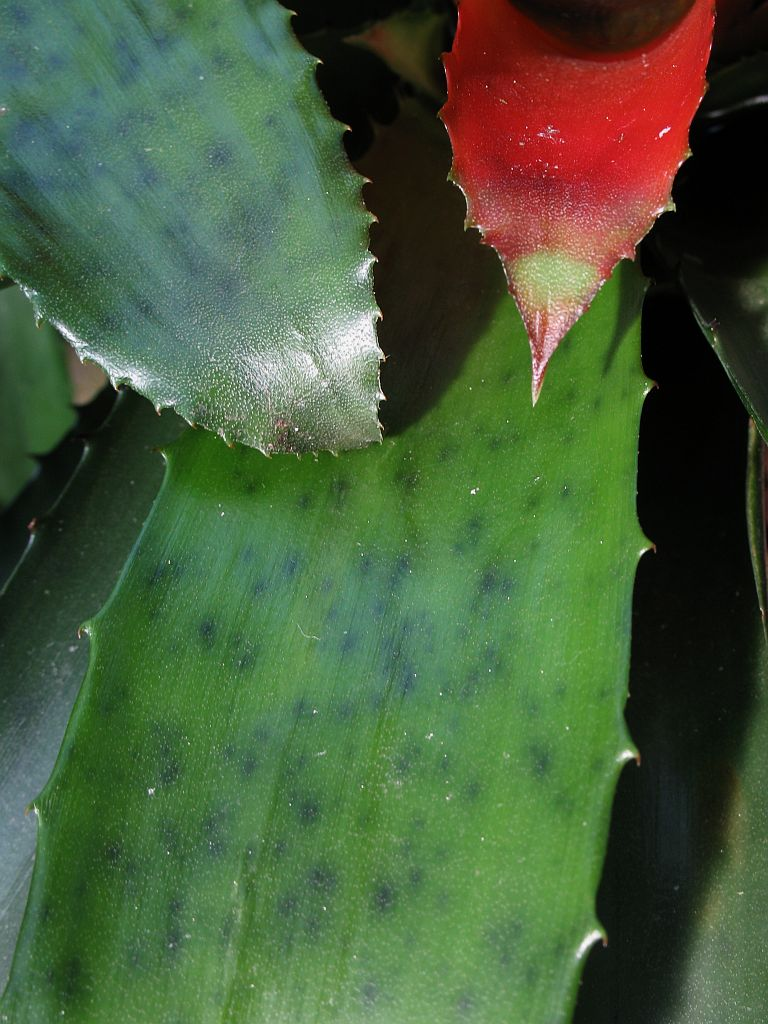
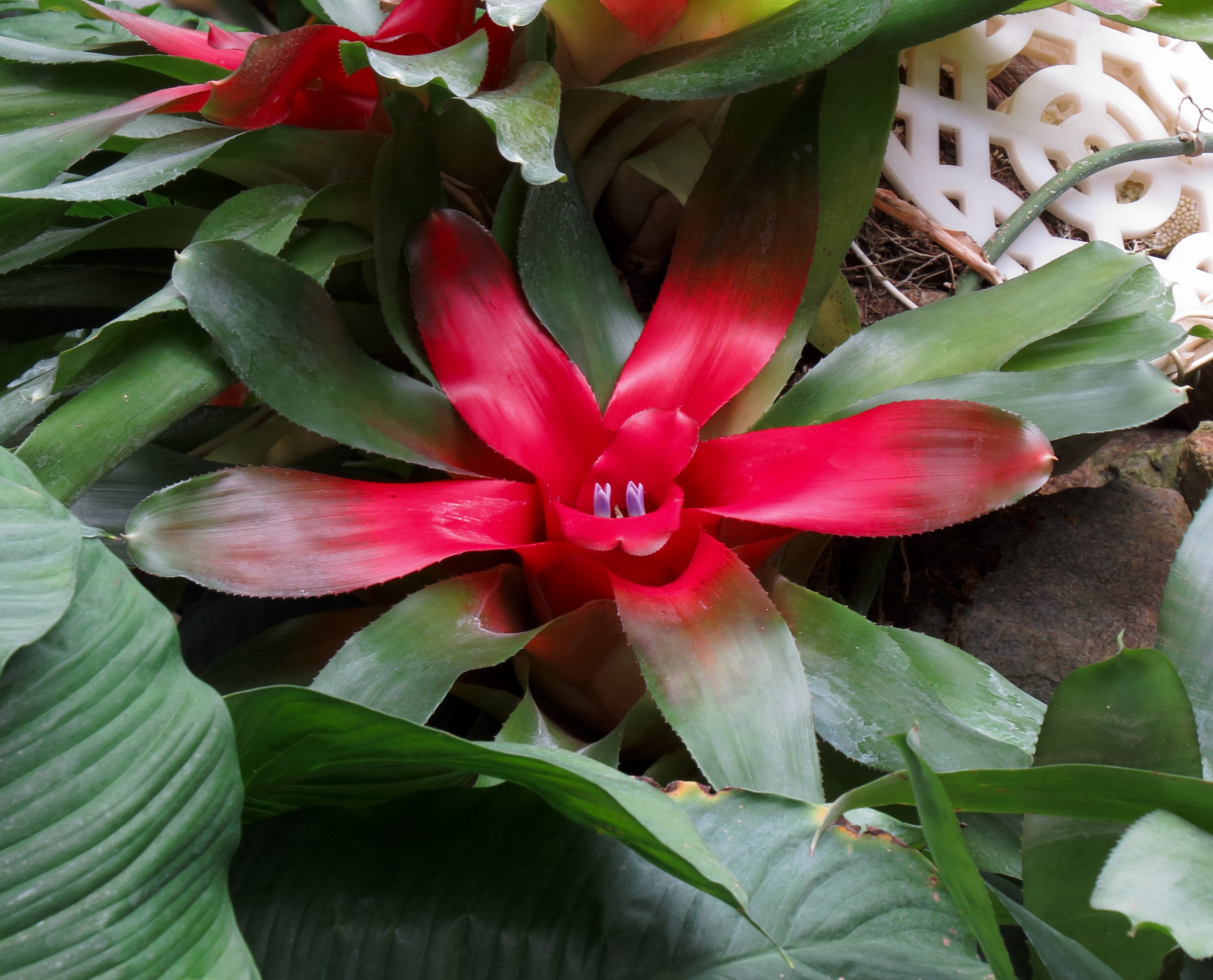